# 洛弗附近魏斯巴赫
洛弗附近魏斯巴赫是奥地利萨尔茨堡州滨湖采尔县的一个市镇。总面积69.57平方公里，总人口400人，人口密度5.7人/平方公里（2005年）。